# Iliya Dyakov
Iliya Dyakov (bulgare : Илия Дяков), né le 28 septembre 1963 à Dobritch en Bulgarie, est un joueur de football international bulgare qui évoluait au poste de défenseur.

## Biographie

### Carrière en club
Iliya Dyakov joue en faveur du Dobroudja Dobritch, du CSKA Sofia, et du Slavia Sofia.
Il remporte un titre de champion de Bulgarie et une Coupe de Bulgarie avec le CSKA.
Il joue deux matchs en Coupe de l'UEFA : le premier avec le CSKA Sofia, et le second avec le Slavia Sofia.

### Carrière en sélection
Iliya Dyakov reçoit cinq sélections en équipe de Bulgarie, sans inscrire de but, entre 1985 et 1986.
Il joue son premier match en équipe nationale le 4 septembre 1985, en amical contre les Pays-Bas (défaite 1-0 à Heerenveen). Il reçoit sa dernière sélection le 30 avril 1986, en amical contre la Corée du Nord (victoire 3-0 à Sofia).
Il figure dans le groupe des sélectionnés lors de la Coupe du monde de 1986. Lors du mondial organisé au Mexique, il ne joue aucun match.
Il ne joue que des matchs amicaux avec la Bulgarie.

## Palmarès
| CSKA Sofia - Championnat de Bulgarie (1) : - Champion : 1986-87. - Coupe de Bulgarie (1) : - Vainqueur : 1986-87. |  | Slavia Sofia - Championnat de Bulgarie : - Vice-champion : 1989-90. |

## Famille
Il a un enfant avec la gymnaste rythmique Paulina Krasteva, la gymnaste  rythmique Stiliana Nikolova.